# Jean-Baptiste Le Brun des Marettes
Jean-Baptiste Le Brun des Marettes o Desmarettes, noto anche come Sieur de Moléon (Rouen, 1651 – Orléans, 10 marzo 1731) è stato uno scrittore e editore francese.
Legato all'Abbazia di Port-Royal, di simpatie gianseniste, è noto soprattutto per essere l'autore dei Viaggi liturgici di Francia, stampati nel 1717 a Parigi  .

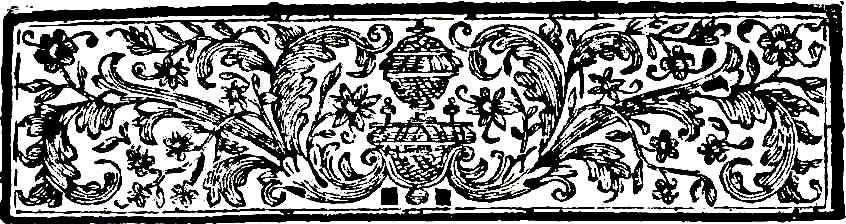
Dettaglio della prima edizione dei Viaggi Liturgici (1718)

## Biografia
Suo padre, Bonaventura Le Brun, libraio e tipografo nella città di Rouen, fu condannato alla galera per aver pubblicato opere favorevoli all'abbazia di Port-Royal. Allievo, come il padre, di Port-Royale, passò cinque anni nelle carceri della Bastiglia per via delle traversie che si abbatterono sui discepoli dell'abbazia.  Accolito, non volle mai prendere gli ordini maggiori.
Si dedicò all'editoria, scrivendo come autore di una vita di San Paolino di Nola e traducendo i lavori di Lattanzio e San Prospero.
Il suo lavoro più importante sono i Voyages Liturgiques de Fance, dati alle stampe a Parigi nel 1717 e ristampati nel 1757.
Essi rappresentano un resoconto dettagliato delle osservazioni e delle ricerche svolte dall'autore sugli usi liturgici delle maggiori chiese e monasteri di Francia. Il testo è una fonte essenziale,  per conoscere la vita liturgica francese del XVII secolo. De Moléon vi riporta sia quanto ha avuto direttamente modo di osservare nel corso dei suoi viaggi, sia quanto ha appreso dalla consultazione dei libri antichi letti.
Si tratta di un'opera fondamentale per conoscere i riti romano-gallicani, tra i quali il rito parigino e il rito lionese, oltre ad altri riti di cui si sa meno come il rito di Rouen. La forte vitalità dei capitoli delle maggiori chiese e cattedrali dell'epoca favoriva infatti il fiorire di particolarismi liturgici, che, con la parziale eccezione dei riti degli ordini (domenicano, benedettino ecc.) e del rito lionese, si sarebbero persi negli anni a venire.

### Morte
La sua morte è così riportata nelle Nouvelles ecclesiastiques (una pubblicazione settimanale dell'epoca, di stampo giansenista) :
(Nouvelles ecclésiastiques, 17 avril 1731, p. 79, lire en ligne (gallica).)

## Opere
- Jean-Baptiste Le Brun des Marettes, Vie de saint Paulin, Paris, 1686, in-8° & in-4°.
- Jean-Baptiste Le Brun des Marettes, Oeuvres de S. Prosper, Paris, 1711, in-fol.
- Jean-Baptiste Le Brun des Marettes, Voyages liturgiques de France : ou Recherches faites en diverses villes du royaume : contenant plusieurs particularitez touchant les rits & les usages des Églises, avec des découvertes sur l'antiquité ecclésiastique & payenne, Paris, Florentin Delaulne, 1718, in-8°.  Voyages Liturgiques de France ou Recherches.
- Jean-Baptiste Le Brun des Marettes, Lettres inédites de Lebrun Desmarettes à Baluze, Paris, Joseph Nouaillac, 1905

Ha curato anche i Bréviares d'Orléans et de Nevers, ed ha scritto insieme a Le Tourneux la Concorde des livres des Rois et des Paralypomènes (1691, in-4°).  L'abate Lenglet du Fresnoy pubblicò nel 1748 una sua traduzione postuma delle opere di Lattanzio, 2 vol, in-4°.